# Parras de la Fuente
Parras de la Fuenteⓘ – miasto w Meksyku, w stanie Coahuila. W 2005 liczyło 44 715 mieszkańców.

## Miasta partnerskie
- Grapevine, Stany Zjednoczone